# 爱娃·玛丽·森特

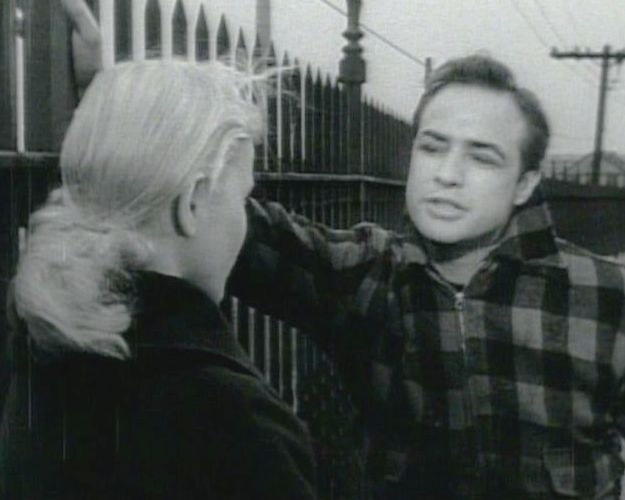
森特在《岸上風雲》（1954）中飾演 Edie Doyle，與馬龍·白蘭度（飾演 Terry Malloy）對戲，展現細膩而動人的演技，為她贏得奧斯卡最佳女配角獎。

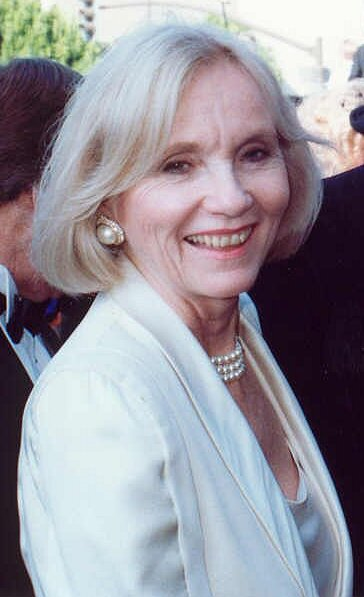
1990年在艾美奖颁奖典礼上的爱娃·玛丽·森特

爱娃·玛丽·森特（英語：Eva Marie Saint，1924年7月4日—）是一位美国女演员，她的演藝生涯長達近80年，曾獲得奧斯卡金像獎與黃金時段艾美獎，並曾獲提名金球獎與兩次英國電影學院獎。她是目前最年長且最早獲得奧斯卡獎的在世得主，也是好萊塢黃金時代最後僅存的明星之一。
森特曾就讀於鮑靈格林州立大學，並於1940年代末期以電視與廣播演員的身份展開演藝生涯。1953年，她在霍頓·富特（Horton Foote）的《通往幸福之旅》（The Trip to Bountiful）中飾演瑟爾瑪（Thelma）。1954年，她在伊力·卡山（Elia Kazan）執導的電影《岸上風雲》中與馬龍·白蘭度搭檔，這也是她的電影處女作。該片榮獲八座奧斯卡金像獎，包括最佳影片，而她憑藉在片中的表現獲得奧斯卡最佳女配角獎，並獲得英國電影學院獎最具潛力新人獎提名。
此後，森特出演了多部經典電影，包括在《雨樹縣》（Raintree County，1957）中與蒙哥馬利·克利夫特及伊莉莎白·泰勒合作；在佛烈·辛尼曼執導的《一帽子的雨》（A Hatful of Rain，1957）中與唐·穆雷（Don Murray）和安東尼·弗朗西歐薩（Anthony Franciosa）對戲，並憑此片獲得金球獎最佳女主角（劇情類）提名；1959年，她在阿爾弗雷德·希區考克執導的經典驚悚片《北西北》中飾演伊芙·肯道（Eve Kendall），與卡萊·葛倫搭檔。
進入1960年代後，森特參演了多部重要電影，如《出埃及記》（1960），與保羅·紐曼合作；《俄羅斯人來了，俄羅斯人來了》（The Russians Are Coming the Russians Are Coming，1965），與卡爾·雷納與亞倫·艾金共同出演；以及《沙中之鳥》（The Sandpiper，1965），再度與伊麗莎白·泰勒合作，並與李察·波頓同台。她還在《36小時》（36 Hours，1965）中與詹姆斯·葛納對戲，並在約翰·法蘭克海默執導的《大獎賽》（Grand Prix，1966）中飾演女主角，與尤·蒙頓及詹姆斯·加納合作，這是她與加納的第二次合作。
自1970年代開始，森特的電影事業逐漸走向低潮，她轉向電視領域，並在接下來的幾十年中持續活躍於小螢幕，直到2010年代仍有出演少數電影作品。